# Yarmouth (Nova Escócia)
Yarmouth é uma cidade portuária localizada na Baía de Fundy, no sudoeste da Nova Escócia, Canadá. Yarmouth é a cidade de condado de Yarmouth County e é o maior centro populacional na região.
Devido à sua proximidade com Georges Bank, possui atividades ligadas à pesca. A cidade está localizada no coração das maiores áreas de pesca de lagosta do mundo e, como resultado recebe maiores desembarques de lagosta do Canadá a cada ano.

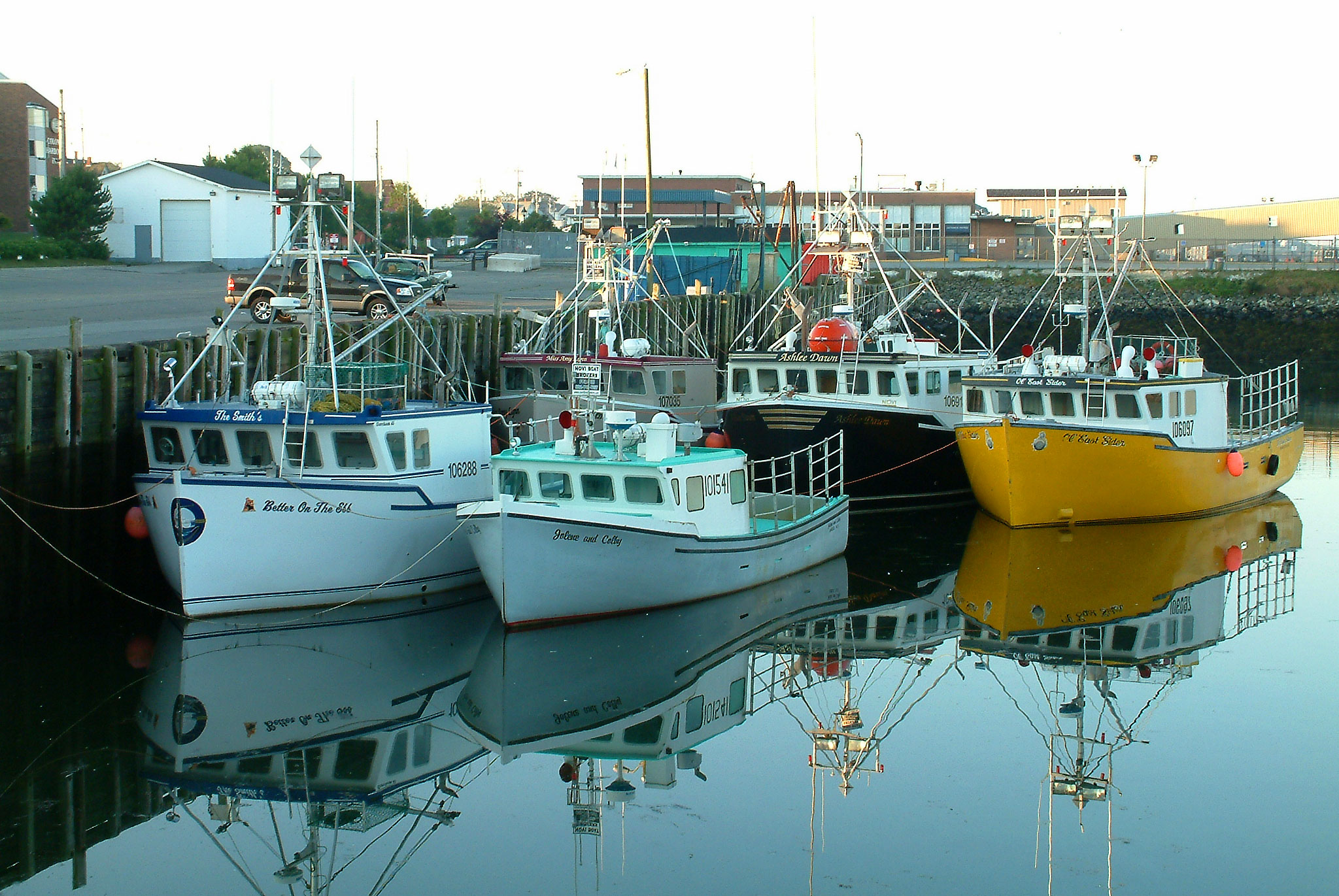
Barcos de pesca em Yarmouth

## Estruturas e Construções

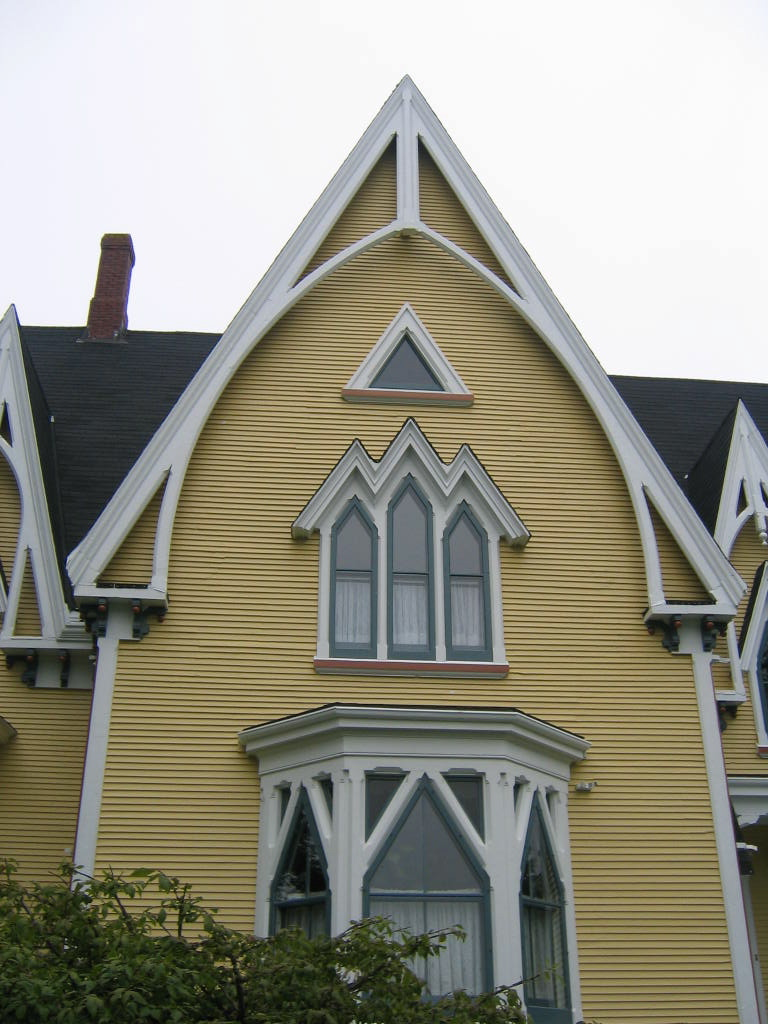
Casa no estilo Neogótico vitoriana em Yarmouth

Yarmouth é conhecida por alguns dos exemplos mais exuberantes de casas vitorianas em estilos das províncias marítimas, um legado dos capitães ricos da época dourada.
A avenida principal de Yarmouth é marcada por vários edifícios comerciais vitorianos distintivos, tais como o turreted Yarmouth Building Block. O maior edifício na cidade é um hotel de 1970, o Rodd Grand Hotel. Ele é construído sobre o local do original Grand Hotel.